# Hoplodactylus cryptozoicus
Hoplodactylus cryptozoicus är en ödleart som beskrevs av  Tony Jewell och LESCHEN 2004. Hoplodactylus cryptozoicus ingår i släktet Hoplodactylus och familjen geckoödlor. Inga underarter finns listade i Catalogue of Life.